# Palić
Palić (izvirno srbsko Палић; madžarsko Palics) je naselje v Srbiji, ki upravno spada pod Mesto Subotica; slednja pa je del Severnobačkega upravnega okraja.

## Demografija
V naselju živi 6326 polnoletnih prebivalcev, pri čemer je njihova povprečna starost 40,8 let (39,4 pri moških in 42,1 pri ženskah). Naselje ima 2747 gospodinjstev, pri čemer je povprečno število članov na gospodinjstvo 2,71.
|  |

| Demografija | Demografija     | Demografija     |
| Leto        | Št. prebivalcev | Št. prebivalcev |
| ----------- | --------------- | --------------- |
|             |                 |                 |
|             |                 |                 |
|             |                 |                 |
|             |                 |                 |
| 1948        | 3693            |                 |
| 1953        | 3764            |                 |
| 1961        | 4381            |                 |
| 1971        | 5179            |                 |
| 1981        | 7018            |                 |
| 1991        | 7375            | 7128            |
| 2002        | 8266            | 7745            |
|             |                 |                 |

| Etnična sestava po popisu iz leta 2002 | Etnična sestava po popisu iz leta 2002 | Etnična sestava po popisu iz leta 2002 | Etnična sestava po popisu iz leta 2002 | Etnična sestava po popisu iz leta 2002 |
| -------------------------------------- | -------------------------------------- | -------------------------------------- | -------------------------------------- | -------------------------------------- |
| Madžari                                | Madžari                                |                                        | 4.178                                  | 53,94%                                 |
| Srbi                                   | Srbi                                   |                                        | 1.930                                  | 24,91%                                 |
| Hrvati                                 | Hrvati                                 |                                        | 399                                    | 5,15%                                  |
| Jugoslovani                            | Jugoslovani                            |                                        | 351                                    | 4,53%                                  |
| Bunjevci                               | Bunjevci                               |                                        | 335                                    | 4,32%                                  |
| Črnogorci                              | Črnogorci                              |                                        | 39                                     | 0,50%                                  |
| Makedonci                              | Makedonci                              |                                        | 31                                     | 0,40%                                  |
| Nemci                                  | Nemci                                  |                                        | 19                                     | 0,24%                                  |
| Albanci                                | Albanci                                |                                        | 16                                     | 0,20%                                  |
| Romi                                   | Romi                                   |                                        | 9                                      | 0,11%                                  |
| Slovenci                               | Slovenci                               |                                        | 8                                      | 0,10%                                  |
| Muslimani                              | Muslimani                              |                                        | 7                                      | 0,09%                                  |
| Romuni                                 | Romuni                                 |                                        | 4                                      | 0,05%                                  |
| Rusini                                 | Rusini                                 |                                        | 3                                      | 0,03%                                  |
| Ukrajinci                              | Ukrajinci                              |                                        | 2                                      | 0,02%                                  |
| Rusi                                   | Rusi                                   |                                        | 2                                      | 0,02%                                  |
| Čehi                                   | Čehi                                   |                                        | 1                                      | 0,01%                                  |
| Slovaki                                | Slovaki                                |                                        | 1                                      | 0,01%                                  |
| Bolgari                                | Bolgari                                |                                        | 1                                      | 0,01%                                  |
| Bošnjaki                               | Bošnjaki                               |                                        | 1                                      | 0,01%                                  |
| Neznano                                | Neznano                                |                                        | 11                                     | 0,14%                                  |